# Eugénie Picco
Eugénie Picco  (Milan, 8 novembre 1867 - Parme, 7 septembre 1921) est une religieuse et mystique italienne, supérieure générale des Petites Filles des Sacrés-Cœurs de Jésus et Marie et vénérée comme bienheureuse par l'Église catholique.

## Biographie
Eugenia est née de Guiuseppe Picco, violoniste renommé de la Scala qui a consacré sa vie à la musique, et d'Adelaide del Corno. Souvent engagés dans des tournées à l'étranger, elle est élevée par son oncle et sa tante paternels pendant la majeure partie de son enfance. Après la disparition soudaine de son père au cours d'une tournée aux États-Unis, Eugénie est confiée à sa mère vivant avec son nouveau compagnon dans un environnement plutôt mondain, et souhaitant une carrière artistique pour sa fille. La jeune fille, en revanche, commence à fréquenter l'oratoire des Ursulines du Sacré-Cœur à Milan et la basilique Saint-Ambroise.
Eugénie, qui mûrit un désir croissant d'ascétisme, rapporte à l'âge de vingt ans qu'elle a été frappée par un phénomène de transverbération : un soir d'affliction particulière, en effet, elle aurait été « transpercée par une lame de lumière » émise par l'icône accrochée au mur au-dessus de son lit.
Les Ursulines lui suggère de quitter Milan et l'orientent sur les Chieppines, les Petites Filles des Sacrés-Cœurs de Jésus et Marie, un ordre récemment fondé à Parme par Agostino Chieppi. Le 31 août 1887, Eugénie s'enfuit secrètement de chez elle en raison de l'opposition de sa mère et de son compagnon. Réfugiée à Parme, elle est accueillie par Dom Agostino Chieppi et, le 10 juin 1891, elle fait sa profession religieuse avec les vœux de chasteté, de pauvreté et d'obéissance, prenant le nom de sœur Anna Eugenia.
Eugénie obtient des rôles importants au sein de la congrégation, d'abord comme archiviste, puis comme maîtresse des novices, enseignant la musique, le chant et le français. En 1910, elle est nommée secrétaire générale et enfin, le 19 juin 1911, elle devient supérieure générale. Elle s'acquitte de ses fonctions avec la bonne humeur qui la caractérise, se distinguant par son courage et la sérénité avec laquelle elle accomplit son travail, toujours dans le domaine social durant la Première Guerre mondiale (1914-1918).
Elle consacre une grande partie de ses efforts et de ceux de son ordre aux soins et à l'accueil des blessés de guerre, en ouvrant les portes de la maison-mère des Chieppines et en travaillant dans les hôpitaux militaires. Elle se consacre également à l'accueil et à l'éducation des enfants de ceux qui sont appelés au front et qui ne peuvent donc pas assurer leur pleine subsistance.
En 1919, sœur Eugénie est amputée d'un pied à cause d'une arthrosynovite. Elle fut néanmoins réélue supérieure générale en 1919. Elle mourut à l'âge de 53 ans, probablement de la tuberculose le 7 septembre 1921.

## Béatification et canonisation
- 1963 : ouverture de la cause en béatification et canonisation.
- 18 février 1989 : Jean-Paul II lui attribue le titre de vénérable.
- 7 octobre 2001 : béatification par Jean-Paul II.
- Fête liturgique fixée au 7 septembre